# 銀杏散りやまず
『銀杏散りやまず』（いちょうちりやまず）は、辻邦生の小説。1982年（昭和57年）から翌1983年にかけて新潮社の雑誌『新潮』（4月号〜12月号）に発表された。全18章。単行本は同社から1989年（平成元年）9月20日に刊行、底本は1993年に岩波書店から出版された『辻邦生歴史小説集成』第11巻。『辻邦生全集』では「睡蓮の午後」とともに第13巻に収録。同時期の連載には雑誌『文学界』に『フーシェ革命暦』第二部、『海』に『ある生涯の七つの場所』、『中央公論』に『パリの時』がある。『銀杏散りやまず』は1994年に清水研作の作曲によりモノオペラ作品となる。また、辻は『銀杏散りやまず』により1990年には山梨日日新聞の主催する野口賞を受賞した。

## 概要
辻は父・辻靖剛とともに、本籍地が山梨県東山梨郡春日居町国府（「国府」の読みは「こう」、現笛吹市春日居町国府）で、祖父は東山梨郡岡部村（笛吹市春日居町）に所在する辻保順病院の院長であった。父・靖剛は自動車新聞のジャーナリストで、薩摩琵琶の演奏家でもあった人物で、稼業を継ぐべき長男であったが、幼少期に山梨を離れて上京している。
1981年（昭和56年）、辻邦生は朝日ジャーナルに終盤の連載をしていた『樹の声海の声』と平行して平安時代の歌人である西行に関する歴史小説（タイトル未定、後に『西行花伝』として発表）の準備をしていたが、同年11月には父が死去したため、編集部に西行小説の連載開始延期を依頼している。
『銀杏散りやまず』底本収録の「あとがき」に拠れば、辻邦生は旧制松本高校から東京大学文学部、同大学院を経て学習院大学教授になっている。教務と平行して作家活動を行い、それまでは文学一筋に打ち込んでいた。父の郷土である山梨とも疎遠であったが、父の死去に際して今まで自分が顧みてこなかった父に対する悔恨の念と空白感から、故郷山梨のことについて調べて見ることを思い立ち、準備していた西行小説を延期しての執筆動機になったと語っている。
翌1982年（昭和57年）1月に法要のため旧春日居町を訪れているが、このときに辻家墓所で初代・辻保順（守瓶）の墓碑を見つけている。2月から『銀杏散りやまず』の連載が開始されるが、連載開始時点では歴史小説としての構想には至ってはおらず、家系のルーツ探しに熱心であった辻の妹が収集していた『甲斐国志』や磯貝正義・飯田文彌『山梨県の歴史』など山梨県の郷土文献を参照し、辻保順の墓碑から辻家の歴史探訪を始める。
第一章「銀杏散りやまず」において、晩年から臨終に至る父と辻の関係や、父に対する悔恨の念などが語られ、第二章では祖父・直紀の代からの辻家の歴史を探訪が描かれる。第三章以降で、辻家の遠祖である古代豪族三枝氏の盛衰や、武田氏家臣であった辻志麻守盛勝、国府村の医師で本居宣長の門下であった初代・辻保順などについて語られる。
靖剛の法要や連載開始で、山梨の親戚からも新たな資料を提供され、連載中盤にはそれまで刊行されていなかった辻家に関する古文書集である『辻家文書』が発見される。同年12月には山梨県立図書館で見聞し、翌1983年6月には古文書学者の北小路健と県立図書館を訪れ、文書の解読を行っている。この際に『辻家文書』は県立図書館に寄贈された「甲州文庫」に含まれ、現在は山梨県立博物館に依託され、辻家の事情のみならず県史研究においても活用されている。
『辻家文書』の発見により、第九章以降はより深く辻家の歴史を探訪する内容となった。『辻家文書』から浮かび上がる保順はじめ一族の人物像や、幕末に一族の辻貢が関わった護国隊、辻保順病院も被災し、幼い靖剛が山梨を離れることになった明治40年の大水害など、自らに連なる辻一族の歴史を辿り、一族に受け継がれる「集中型・熱中型気質」を発見する。
肉筆原稿や創作ノートなどの作品に関する文学資料は、学習院大学資料館に所蔵されている。

## 刊行書誌
- 『銀杏散りやまず』（新潮社、1989年9月）
- 『辻邦生 歴史小説集成　第十一巻　銀杏散りやまず』（岩波書店、平成5年(1993年)7月26日刊）
- 『銀杏散りやまず』（新潮文庫、1995年5月）解説は高橋英夫。
- 『辻邦生全集13 銀杏散りやまず・睡蓮の午後』（新潮社、2005年6月）